# 2009 DR143
2009 DR143, também escrito como 2009 DR143, é um objeto transnetuniano que está localizado no Cinturão de Kuiper, uma região do Sistema Solar. Este corpo celeste é classificado como um cubewano. Ele possui uma magnitude absoluta de 7,6 e tem um diâmetro estimado com 133 km.

## Descoberta
2009 DR143 foi descoberto no dia 18 de fevereiro de 2009.

## Órbita
A órbita de 2009 DR143 tem uma excentricidade de 0,159 e possui um semieixo maior de 47,204 UA. O seu periélio leva o mesmo a uma distância de 39,697 UA em relação ao Sol e seu afélio a 54,712 UA.